# Sana Saeed
Pour les articles homonymes, voir Saeed.
Sana Saeed (née le 22 septembre 1988) est une mannequin et actrice indienne ayant tourné dans des films de Bollywood. Elle a obtenu son premier rôle, lorsqu'elle était enfant, dans Kuch Kuch Hota Hai, puis a continué dans la télévision dans Har Dil Jo Pyar Karega et Badal. Elle est également apparue dans des émissions de télévision telles que Babul Ka Aangann Chootey Na et Lo Ho Gayi Pooja Iss Ghar Ki. En 2012, Saeed fait ses débuts à l'âge adulte dans un rôle secondaire dans le film Student of the Year de Karan Johar, devenu succès commercial au box-office.

## Carrière

### Enfance et télévision (1998-2009)
Saeed réside actuellement (en date de 2013) à Mumbai, en Inde, et choisie parmi deux-cents enfants candidats pour jouer la fille de Shah Rukh Khan et Rani Mukherjee dans Kuch Kuch Hota Hai (1998), son seul film depuis Badal (2000) et Har Dil Jo Pyar Karega (2000) dans lequel elle reprend son rôle de la petite Anjali dans Kuch Kuch Hota Hai (1998). Avant Kuch Kuch Hota Hai (1998), elle refuse d'apparaître dans le film Hum Panchi Ek Daal Ke de Rahul Gupta, car elle ne pouvait continuer ses études tout en tournant ; Kuch Kuch Hota Hai (1998) est alors tourné durant ses vacances scolaires, et elle est récompensée du Sansui Viewers' Choice Award dans la catégorie du « meilleur enfant artiste ». Saeed a également présenté le programme Star Plus dans le rôle de Chatur Chachi sur la chaîne Fox Kids. Elle est également apparue dans plusieurs séries télévisées telles que Babul Ka Aangann Chootey Na et Lo Ho Gayi Pooja Iss Ghar Ki.

### Débuts et popularité (depuis 2012)
En 2012, Saeed fait ses grands débuts dans un rôle secondaire dans le film Student of the Year de Karan Johar, en compagnie de Siddharth Malhotra, Varun Dhawan and Alia Bhatt. Elle est remarquée pour ses performances et son look glamour. Le critique Taran Adarsh de Bollywood Hungama rédige, « Sana Saaed est glamour et rend bien. » Student of the Year est un succès au box-office pendant trois semaines après sa sortie.
Le film est commercialisé le 19 octobre 2012 et plus de 1 400 cinémas à travers le pays accueillent positivement et d'une manière mitigée le film. Boxofficeindia déclare le film comme un « presque hit » après trois semaines.
Sana participe actuellement à une émission de télé-réalité, Jhalak Dikhla Jaa.

## Filmographie

### Films
| Année | Film                   | Rôle          | Notes          |
| ----- | ---------------------- | ------------- | -------------- |
| 1998  | Kuch Kuch Hota Hai     | Anjali Khanna | Enfant artiste |
| 2000  | Har Dil Jo Pyar Karega | Anjali        | Enfant artiste |
| 2000  | Badal                  | Preeti        | Enfant artiste |
| 2012  | Student of the Year    | Tanya Israni  |                |

### Télévision
| Année     | Émission                      | Rôle          | Notes          |
| --------- | ----------------------------- | ------------- | -------------- |
| 2008-2009 | Babul Ka Aangann Chootey Na   | Chaaya Joshi  |                |
| 2008-2009 | Lo Ho Gayi Pooja Iss Ghar Ki  | Pooja/Natasha | Rôle principal |
| 2013      | Jhalak Dikhhla Jaa (saison 6) | Elle-même     | Candidate      |